# Johanna Maria Tõugu
Johanna Maria Tõugu   (Tallinn, 1998) és una activista mediambiental i política estoniana.
Va estudiar al centre Pärnu Sütevaka Humanitaargümnaasium. Després, entre el 2019 i el 2023, va formar-se en Semiòtica i Ciències Polítiques a la Universitat de Tartu.
El 2016, va optar al premi a l'acte ambiental de l'any i va rebre una beca Tuleviktalent per la seva tasca com a cofundadora de Paljas Pala, la primera botiga sense envasos del país, a Pärnu, i que promovia la protecció del medi ambient. Va ser mèrit seu i de Silver Smeljanski. A més, llavors estava associada a CISV International, una associació que advocava per la pau mundial.
Actualment, colidera el Partit Verd Estonià. Va ser elegida juntament amb Marko Kaasik per al càrrec el febrer del 2022. És la cap de la llista del partit per a les eleccions legislatives de 2023.